# Thank You (Puffy AmiYumi)
Thank you è un album della band j-rock Puffy AmiYumi. Distribuito dal 9 marzo 2011, il disco contiene 13 tracce.

## Tracce
1. My Country Road
2. Love
3. R.G.W.
4. Hoshi Girl
5. Wake Up. Make Up With Ani.Bose
6. Haru No Uta
7. Koi No Yamaarashi
8. Ai No ODessey
9. Banzai!
10. Fish On
11. No! No!
12. Yokubou
13. Happy Birthday